# سوني إكسبيريا إس إل
سوني إكسبيريا إس إل، (بالإنجليزية: Sony Xperia SL)‏ هو هاتف ذكي يعمل بنظام أندرويد أنتجته شركة سوني موبايل كوميونيكيشنز في شهر سبتمبر عام 2012.

## المواصفات

### الشاشة
الشاشة بقياس 4.3 بوصة بتقنية عرض LED-Backlit LCD وبدقة عرض 720×1280 بكسل (Full HD)، وكثافة 342 PPI (بكسل في البوصة الواحدة)، من تقنيات الشاشة أجهزة لقياس التسارع والإضاءة والتوازن والبعد.

### نظام التشغيل والمعالجة والذاكرة
نظام تشغيل الجهاز هو أندرويد من الإصدار 4.0 (آيس كريم ساندويتش)، أما من ناحية المعالجة فالمعالج الرئيسي في الجهاز من نوع كوالكوم بسرعة 1.7 جيجا هرتز ثنائي النوى ومعالج الرسوميات هو أدرينو 220. الذاكرة الداخلية للجهاز بسعة 32 جيجابايت، أما ذاكرة الرام فهي بسعة 1 جيجابايت، لا يستقبل الجهاز ذاكرة خارجية.

### الكاميرا
الكاميرا الخلفية بدقة 12.1 ميجابكسل وتوافر فلاش LED وتقنية التركيز الآلي، ودقة تصوير الفيديو 1080×1920 بكسل، والأمامية بدقة 1.3 ميجابكسل ودقة تصويرها 720 بكسل (HD)، ومن ميزات الكاميرا: التصوير البانورامي وحساس السطوع الخلفي وضبط الآيزو.

### الصوتيات
نظام الوسائط المتعددة له هو Android media player، وبإمكانه تشغيل ملفات بصيغ: إم بي 3، وMP4، وWAV، وOGG، كما يحمل الجهاز ميزة المحلل الموسيقي، ولديه قدرة على تسجيل الأصوات.

### الإنترنت
متصفح الإنترنت في الجهاز هو Android Browser، ويحمل تقنية واي-فاي، مع تقنية موجة الواي-فاي، ومن تقنيات التراسل: POP3 وMMS.

### الاتصال
جيل الاتصالات الذي ينتمي إليه هو الجيل الثالث والنصف، ويمكن للجهاز الاتصال بطريقة الفيديو، وتقنية البلوتوث من الإصدار 2.1، أما اليو إس بي فهو من الإصدار الثاني.

### جسم الجهاز
كتلة الهاتف 144 غرام، وأبعاده: 10.6 مليمتر سمكًا، و64 مليمتر عرضًا، و128 مليمتر سمكًا، وسطح شاشته مقاوم للخدش.

### باقي المواصفات
سعة البطارية في الهاتف 1750 ملي أمبير، وهي غير قابلة للنزع، ويشغل راديو إف إم، ومدخل سماعة الرأس فيه 3.5 مليمتر.